# Manfred Haiduk

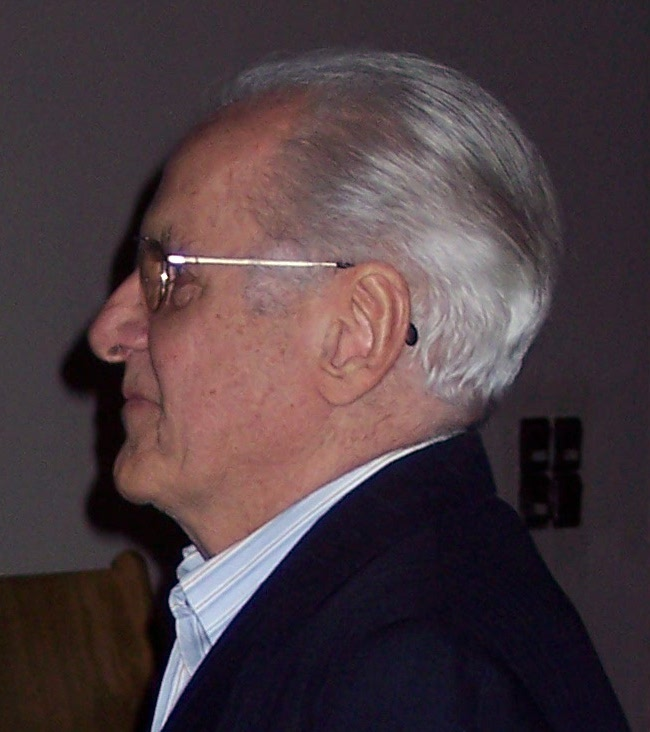
Manfred Haiduk (2013)

Manfred Paul Otto Haiduk (* 27. März 1929 in Breslau; † 5. April 2025) war ein deutscher Literaturwissenschaftler und Hochschullehrer.

## Leben
Haiduk, Sohn eines Schneiders und einer Schneiderin, ging in Breslau zur Schule und absolvierte eine Verwaltungslehre in Neustrelitz. Von 1948 bis 1950 besuchte er die Arbeiter-und-Bauern-Fakultät in Rostock und studierte danach bis 1954 Germanistik, Geschichte und Psychologie an der Universität Rostock. 1958 wurde er ebenda mit der Arbeit Wesen und Sprache der polemischen Schriften Thomas Manns an der philosophischen Fakultät promoviert. 1968 folgte seine Habilitation mit Der Dramatiker Peter Weiss.
Haiduk war von 1968 bis 1972 Direktor des Ostseestudios Rostock des Deutschen Fernsehfunks (Nachfolger von Konrad Kutzner). Er war Mitglied der SED und wurde 1978 mit dem Vaterländischen Verdienstorden in Bronze ausgezeichnet.
Haiduk war Professor für Literaturwissenschaften sowie später für Kulturtheorie und Ästhetik an der Wilhelm-Pieck-Universität Rostock, der heutigen Universität Rostock. Sein Arbeitsschwerpunkt war die Literatur des 20. Jahrhunderts, vor allem die Werke von Thomas Mann und Peter Weiss. Sein Briefwechsel mit Peter Weiss wurde 2010 mit dem Titel Diesseits und jenseits der Grenze veröffentlicht.
Haiduk galt als einer der besten Kenner des dramatischen Werkes von Peter Weiss und war bis zu dessen Tod 1982 eng mit dem Dramatiker befreundet. Zwischen 1965 und 1978 war er an nahezu allen Weiss-Inszenierungen des Volkstheaters Rostock als wissenschaftlicher Berater beteiligt. Das Rostocker Theater galt bis in die 1980er Jahre hinein als Hausbühne von Peter Weiss in der DDR. Haiduk editierte in der DDR u. a. die Weiss-Stücke Der Turm, Die Verfolgung und Ermordung Jean Paul Marats, Gesang vom Lusitanischen Popanz, Vietnam Diskurs und die Strindberg-Übersetzungen. Die Entstehung von Weiss’ wichtigstem Werk Die Ästhetik des Widerstands und seine Veröffentlichung in der DDR begleitete Haiduk zwischen 1974 und 1983 intensiv. Zusammen mit Peter Weiss edierte er ihre Letzte-Hand-Ausgabe, deren von Weiss autorisierter Originaltext bis heute nur im Henschel-Verlag erschienen ist, nicht beim Lizenzgeber Suhrkamp.
Manfred Haiduk war als ehemaliger Hochschullehrer Vorbild für die Romanfigur Dr. Halbach im Roman Veränderung der höheren Semester des Autors Wolfgang Trampe, der 1982 im Aufbau-Verlag erschien.
Detlef Hamer hat ihm in seinem 2012 erschienenen Werk Mein kurzes Leben das Kapitel Jahresarbeit bei Manfred Haiduk gewidmet.
Haiduk war Ehrenmitglied der Internationalen Peter Weiss-Gesellschaft.

## Werke (Auswahl)
- Wesen und Sprache der polemischen Schriften Thomas Manns. Rostock 1960 (=Dissertation, Universität Rostock 1960).
- Der Dramatiker Peter Weiss. 2., erw. u. überarb. Aufl. Henschelverlag, Berlin 1977.
- Diesseits und jenseits der Grenze: Peter Weiss, Manfred Haiduk: der Briefwechsel 1965-1982, St. Ingbert: Röhrig Universitätsverlag, 2010